# Culex ousqua
Culex ousqua är en tvåvingeart som beskrevs av Dyar 1918. Culex ousqua ingår i släktet Culex och familjen stickmyggor. Inga underarter finns listade i Catalogue of Life.